# Pflanzkübel

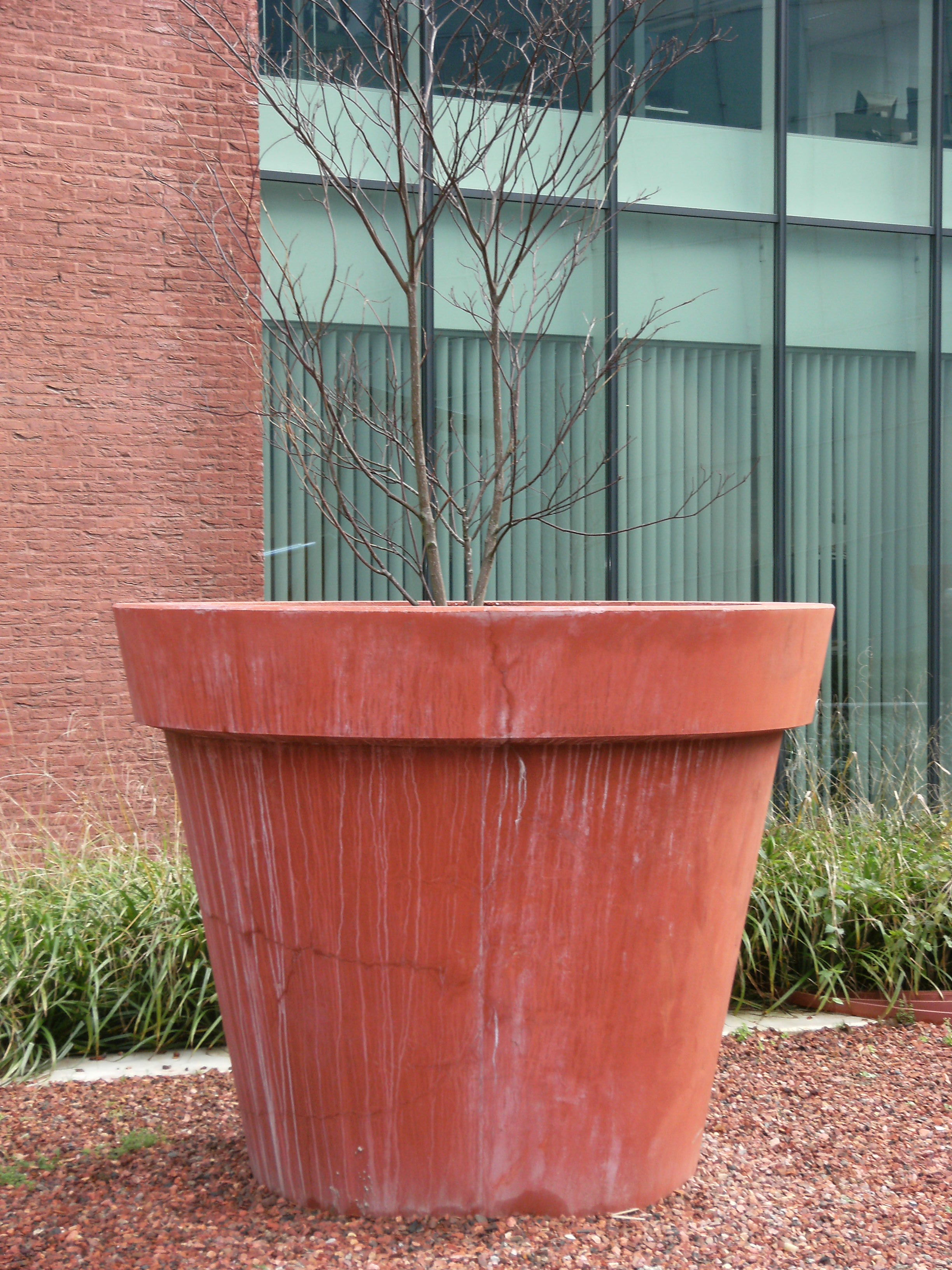
Pflanzkübel in Antwerpen, Belgien

Pflanzkübel sind Behälter für die Aufnahme einer oder mehrerer Kübelpflanzen. Sie sind neben Pollern, Bänken und Abfallentsorgungselementen wesentliche Ausstattungselemente des öffentlichen Raums, vor allem von Fußgängerflächen in Abgrenzung zur befahrenen Straße.
Ihre weite Verbreitung geht darauf zurück, dass sie die Bedingungen an die kleinräumige Gestaltung öffentlicher Flächen erfüllen: Sie verbinden Ästhetik und Ökologie („Grüne Stadt“) mit den stadtplanerisch prioritären Zielen der Sparsamkeit, der Haltbarkeit, der Reparaturfähigkeit (Vandalismussicherheit) und der Entsorgungssicherheit.

## Form, Material, Ästhetik

Siegen: als dekoratives Element auf der Überbauung der Sieg

Holzummantelte Kübel, Siegen

Pflanzkübel gibt es in einer großen Formenvielfalt. Es dominieren der Trog im 45-Grad-Winkel und die kreisrunde Form. Sechseckkübel, Becher oder Trichter sind die Alternativen. Leicht erweitern lassen die Optionen sich durch Kombination mit anderen Repräsentanten des Stadtmobiliars: geschlossene, geöffnete Rundbankinstallationen, freie Rechteckkombinationen mit Sitzmobiliar, Werbeträgern, Entsorgungsbehältern, wie sie die Hersteller in vorkonzipierten Formen bereits fertig anbieten.
Beim Material entscheidet man sich häufig für Beton, gerne in der Variante des Waschbetons. Beton harmoniert im Allgemeinen gut mit den horizontalen wie vertikalen Umgebungsflächen z. B. der Fußgängerzonen (als einem Hauptanwendungsgebiet der Pflanzkübel), vorausgesetzt, es handelt sich um versiegelte Flächen bzw. um moderne Gebäudefassaden.
Beton ist robust und pflegeleicht. Er ist witterungsunabhängig, im Winter frostbeständig. Sein hohes Gewicht erschwert Entfernung und anschließende Zweckentfremdung der Behälter weitgehend. Seine Materialfestigkeit macht Beton widerstandsfähig gegen Angriffe von Mensch und Natur. Bei Verschmutzungen durch Hunde, Tauben, Vandalen etc. mit unerwünschten flüssigen, halbfesten oder festen Stoffen lässt der Kübel sich mit dem Hochdruckreiniger säubern.
Pflanzkübel sind in der Unterhaltung  kostengünstig. Die moderne Betonforschung und -entwicklung ist in der Lage, dem Werkstoff, den mancher in der Vergangenheit mitunter als „langweilig“ ablehnte, ein nahezu naturgetreues Aussehen zu geben (Bims-, Basalt-, Terracottastyle). Form und Inhalt (Baum, Strauch, Blume) sind sich heute nicht mehr fremd, sie „kommunizieren“ miteinander. Mitunter wird der Kübel in einer Rundumapplikation auch mit Naturholz ummantelt, was allerdings den Pflegeaufwand erhöht bzw. die Überarbeitungsintervalle verkürzt.
Kritisch betrachtet werden inzwischen von manchen Stadtgestaltern Reihungen von Pflanzkübeln. Der Eindruck einer Einzäunung und Abgrenzung müsse im öffentlichen Raum vermieden werden. Sie bevorzugen deshalb den Solitär oder die kleine Gruppe.
Pflanzkübel ordnen und gliedern den öffentlichen Raum. Sie bringen in eintönige Flächen Park- und Gartenatmosphäre ein und ermöglichen im Herzen der Städte die Begegnung mit der Natur. Anders als Sitzmöbel (Bänke, Einzelsitze, manche Pollerformen) eignen sie sich kaum für den längeren sitzenden Aufenthalt.

## Funktionsweise
Ein Wasserabfluss sorgt in der Regel für die Feuchtigkeitsregulierung und gute Wachstumsbedingungen. Damit sich in Pflanzgefäßen kein Stauwasser bildet, ist zwingend auf den richtigen Wasserablauf zu achten, dies wird unter Gärtnern auch Drainage genannt. Mit Hilfe innenseitiger Ankerhülsen lassen Pflanzkübel sich auch bei hohem Gewicht  leicht versetzen. Die niedrigen Unterhaltskosten lassen sich manchmal durch Patenschaften von Anwohnern und anliegenden Geschäften noch weiter senken. Bei der Auswahl und Gestaltung von Pflanzkübeln stehen dann Garten-, Friedhofs- und Forstamt den Paten beratend zur Verfügung. Diese Patenschaften bewältigen neben den finanziellen Anschaffungskosten den Pflegeaufwand, der bei sommerlichen Witterungsbedingungen ein ein- bis zweimal tägliches Gießen sowie in der Vegetationsperiode eine monatliche Wildkraut-, Wildwuchs- und Unratbeseitigung erfordert.
Bei der Auswahl der Pflanzen spielt neben der gewünschten Wirkung auch die oben angesprochene Finanzierung der Pflege eine Rolle. Mehrfach im Jahr erneuerte Bepflanzungen schaffen Abwechslung, sind aber mit entsprechendem Aufwand verbunden. Bei einer dauerhaften Bepflanzung müssen frostfeste Pflanzen ausgewählt werden, sofern die Blumenkübel nicht in ein beheiztes Winterquartier gebracht werden können, was bei größeren und entsprechend schweren Kübeln problematisch ist.

## Einsatzweise und -orte

Fahrbahnteiler, Siegen

Haupteinsatzort von Pflanzkübeln sind die öffentlichen innerstädtischen Gehflächen. Ein beliebter Ort ist auch die städtische Außengastronomie (Biergärten, Straßencafés). Hier dienen sie der Eingrünung der Außenbewirtschaftungsflächen. Die Raumgliederung mit großen Pflanzgefäßen kann bei entsprechender Gestaltung und Pflege positiv zur gastlichen Atmosphäre beitragen. Dabei können sie beispielsweise auch als Raumteiler oder als Sichtschutz verwendet werden. Eindrucksvoll ist die Ausstattung von Ladenportalen mit Gefäßen gehobenen Materials (Terracotta, tropisches Bongossi-Edelholz bzw. deren naturechte Nachbildungen) und aufwendigere Formen.
Abseits der Einkaufszonen sind die Rund- und die Quadratform als straßenseitige Begrünung und in der Gestalt langer Pflanztröge als blühende Fahrbahnteiler einsetzbar.
Umstritten dagegen ist ihre Verwendung als Steuerungsmittel in verkehrsberuhigten Zonen.